# Mystère au palais d'été
Mystère au palais d'été (The Legend of Lotus Spring) est un jeu vidéo d'aventure graphique co-développé par Women Wise et Xing Xing et sorti le jour de la Saint Valentin en 2000 en Amérique du Nord. Il a été initialement publié par Xing Xing en 1998 en Chine.

## Trame
Mystère au Palais d'été se déroule dans la chine de la dynastie Qing. Il se déroule dans le Yuan Ming Yuan de Pékin, un endroit qui existe réellement. L'intrigue est centrée sur l'amour entre l'empereur au pouvoir Xian Feng et la femme qu'il aime - une concubine appelée HeHanQu qu'il a renommée Lotus Spring qui vit avec lui dans le Jardin de la clarté parfaite, jusqu'à ce qu'elle disparaisse,. Le jeu fini utilise un arrière-plan historique du monde réel et propose une histoire émotionnelle centrée sur ses personnages, dans le style de Myst.

## Développement

### Conception
Le jeu a été créé par le développeur Xing Xing, basé à Vancouver. L'éditeur torontois Women Wise a découvert le jeu par hasard; Xing Xing l'avait envoyé à de nombreux éditeurs, et ils l'ont trouvé sur une pile de rejet. La fondatrice et productrice de WomenWise, Anne-Marie Huurre, l'a pris et y a joué, et a pensé que le jeu valait la peine d'être publié. Women Wise a décidé que le marché cible du jeu devrait être «les filles plus âgées, les jeunes femmes». C'est parce que Huurre a eu une réponse positive lorsqu'elle a testé le jeu en version finale sur des femmes en raison de son animation, de ses graphiques et de son atmosphère.
Elle a décidé de cibler le jeu spécifiquement pour les femmes en raison du peu de jeux destinés à celles-ci sur le marché. Huurre a proposé que Dreamcatcher Interactive le distribue. D'autres éditeurs l'avaient rejeté par crainte qu'il ne se vende pas, car les filles ne jouaient pas à des jeux vidéo. Dreamcatcher croyait au concept, mais il nécessitait plus de travail sur le jeu avant sa sortie, donc Women Wise est officiellement devenue le deuxième développeur du jeu. Ils ont travaillé avec des historiens pour recréer le Jardin de la clarté parfaite, un refuge secret de 800 acres pour l'élite à l'extérieur de Pékin. Huurre a ajouté des valeurs de production qui plairaient spécifiquement à la démographie féminine, par exemple la commande d'une romance PDF gratuite dans le monde du jeu, qui a été écrite par l'auteur romanesque C. Anne Williams.  Les recherches de Williams incluaient la culture et l'histoire du Jardin de la clarté parfaite, et la lecture de Dragon Lady: La vie et la légende de la dernière impératrice de Chine par Sterling Seagrave, et The Devil Soldier: Le soldat américain de la fortune qui est devenu un dieu en Chine par Caleb Carr, ainsi que l'histoire des guerres d'opium sino-britanniques. L'équipe espérait publier le roman sous forme de livre audio. Ils ont fait la promotion croisée du jeu avec le PDF gratuit sur d'iReadRomance.com. Il y avait aussi un concours pour gagner un eBook Rocket de Rocket Reader lorsque les joueuses ont acheté le jeu ou se sont inscrites sur le site Web réservé aux femmes. Ils développaient également des CD et un programme télévisé à ajouter au projet. Mystère au palais d'été est devenu le premier titre sorti sous la marque Women Wise.

## Accueil
En examinant le jeu, IGN a déclaré que « in the quest to make a game suitable and enjoyable to a more softcore female demographic, The Legend of Lotus Spring suffers in its intelligence and quality. »
Interactfiction a noté le jeu comme un excellent exemple de titres d'aventure où l'on est coincé dans un état impossible à gagner en raison d'une action inoffensive qu'ils ont prise au début du jeu , bien qu'il l'ait également distingué comme exemple d'une version adulte d'un « jeu rose » (un jeu vidéo destiné aux femmes). WomenGamers.com a salué les « récréations virtuelles minutieuses » du titre. MrBillsAdventureland a apprécié que, bien que le jeu ne soit pas strictement éducatif, il a donné au critique un sentiment de culture, de tradition et d'art chinois. AllGame a salué l'atmosphère et l'histoire du titre. Just Adventure a apprécié « le style à couper le souffle, élégant et la riche histoire ». Adventure Gamers a estimé que l'expérience était délicieuse et belle. Eblong a aimé le « cadre riche et engageant » du titre. MacHOME espérait que Women Wise affinerait ses compétences et produirait plus de jeux pour la population féminine à l'avenir. Applelinks a considéré le titre « une étape noble vers un territoire quelque peu inexploré » - un jeu destiné aux femmes qui ne s'appuyaient pas sur des stéréotypes malsains comme le rose, le shopping et la mode.
Il a reçu quelques critiques positives, mais ses ventes ont été décevantes.

## Women Wise
Women Wise est une société de production de nouveaux médias basée à Toronto, Ontario, Canada, dont la culture d'entreprise et les objectifs sont centrés sur l'encouragement des femmes à s'impliquer dans les nouvelles technologies. Il a été fondé par Anne-Marie Huurre à la fin des années 1990. Mystère au palais d'été a été son seul produit significatif à ce jour. Women Wise a également commandé une nouvelle littéraire, dont l'histoire se déroule dans l'univers du jeu, qui a été écrite par l'auteur de l'ebook C. Anne Williams.